# La Unión, Álamo Temapache
La Unión är en ort i Mexiko.   Den ligger i kommunen Álamo Temapache och delstaten Veracruz, i den sydöstra delen av landet, 220 km nordost om huvudstaden Mexico City. La Unión ligger 28 meter över havet och antalet invånare är 1 268.
Terrängen runt La Unión är platt. Runt La Unión är det ganska tätbefolkat, med 65 invånare per kvadratkilometer. Närmaste större samhälle är Temapache, 19,5 km norr om La Unión. Trakten runt La Unión består till största delen av jordbruksmark.